# Domenico Gullaci
Domenico Gullaci (1958 – Marina di Gioiosa Ionica, 13 aprile 2000) è stato una vittima della 'ndrangheta.

## Biografia
Domenico Gullaci, detto Mimmo, era un imprenditore, contitolare con il fratello, di una ditta di materiali per l'edilizia, sposato e padre di quattro figli.

## L'attentato
Secondo le ricostruzioni, Domenico Gullaci esce di casa, in via Primo maggio a Marina di Gioiosa, il 13 aprile 2000, attraversa la strada, fa scattare l'antifurto della sua Mercedes-Benz W210 parcheggiata davanti a casa e dietro alla caserma dei carabinieri. Immediatamente un boato scuote la città: l'esplosione viene sentita anche a Siderno e Roccella Jonica. Domenico Gullaci muore all'istante dilaniato da una carica di tritolo piazzata sotto il sedile della sua auto.
Durante il funerale, il vescovo di Locri, Giancarlo Bregantini denunciò l'assenza dello Stato: la gente della Locride ed il corteo funebre era stato preceduto da 42 sindaci testimoni silenziosi contro la violenza e contro la prevaricazione dei clan.

## Le indagini
Gli uomini del Ccis (Centro carabinieri investigazioni scientifiche) di Messina dichiararono che l'ordigno era stato azionato con un comando a distanza, il sostituto procuratore antimafia Nicola Gratteri, affermò immediatamente che si trattava di un attentato ad opera della 'ndrangheta.
Due cognati di Domenico Gullaci, Francesco Marzano, di 40 anni, e Antonio Tarsitani, 39 anni, erano stati uccisi. Il primo a colpi di lupara nel dicembre 1997 a Siderno Superiore, mentre stava rincasando, il secondo nel giugno 1993, a colpi di pistola, mentre viaggiava sull'Autostrada del Sud, tra Palmi e Bagnara. I Gullaci avevano interessi in Sicilia e gli investigatori sospettarono che il delitto sia stato eseguito dalla 'ndrangheta su richiesta della mafia.
Domenico Gullaci aveva subito intimidazioni: nell'agosto dell'anno precedente era stato bruciato un camion della sua ditta e pochi mesi prima aveva dovuto riacquistare i marmi della villetta che si stava costruendo perché qualcuno li aveva spaccati a colpi di mazza.

## Memoria
Domenico Gullaci è ricordato ogni anno il 21 marzo nella Giornata della Memoria e dell'Impegno di Libera, la rete di associazioni contro le mafie, che in questa data legge il lungo elenco dei nomi delle vittime di mafia e fenomeni mafiosi.